# Entremés
Der Entremés (span. entremés „Einschiebsel“ zu frz. entremets „Zwischengericht“, auch Entremes) ist ein kurzer, schwankhafter und komischer Einakter, des spanischen Theaters des Siglo de Oro. Oft ist die realistische Bühnenhandlung mit Pantomime, Tanz und Gesang verbunden.
Entremeses wurden zwischen den Akten einer Comedia oder zwischen Vorspiel und Auto sacramental eingeschoben. Sie dienten ursprünglich – wie die Wortherkunft verrät – seit dem Mittelalter der Unterhaltung zwischen den einzelnen Gängen eines Banketts. Die Stoffe aus dem Volkstheater standen in keinem Zusammenhang mit den Hauptdramen.
Der direkte Ursprung findet sich in den Pasos von Lope de Rueda. Die meisten Entremeses entstanden im 16. und 17. Jahrhundert auf dem Höhepunkt der Comedia-Dichtung. Als seine Meister gelten Lope de Vega und Pedro Calderón de la Barca, die Entremeses zu ihren eigenen Dramen schrieben, Miguel de Cervantes (Ocho comedias y ocho entremeses nuevos, 1615) und Francisco de Quevedo, die es zu einer eigenständigen Gattung erhoben. Allein Luis Quiñones de Benavente soll etwa 900 Entremeses verfasst haben. Im Laufe des 17. Jahrhunderts wurden Zwischenformen wie die "jácara entremesada" oder das "entremés cantado" beliebter und schließlich triumphierten die Gattungen Sainete und Baile über andere dramatische Kurzformen.